# Idioma mono (Camerún)
Mono es una lengua mbum hablada por adultos mayores en el norte de Camerún.
Dama, una variedad estrechamente relacionada que pudo haber sido un dialecto del mono, ya está extinta.  Estaba ubicado en el distrito de Rey-Bouba (departamento de Mayo-Rey, Región Norte).

## Distribución
Mono se habla en el norte de Rey-Bouba, alrededor de Kongrong y a lo largo del río Mayo-Godi. (comuna de Rey-Bouba, departamento de Mayo-Rey, Región Norte)
Hablado por 1.100 hablantes, Mono está en declive a medida que los hablantes se están desplazando hacia el Fula.